# Вароатоза
Вароатозата е паразитна болест по пчелите, която се причинява от кърлежа Varroa jacobsoni. Те се захващат върху гърба на пчелите, като смучат от кръвта на пчелата (хемолимфа) и снасят яйцата си по пилото.
Кърлежите произхождат от индонезийския остров Ява; днес са разпространени в цял свят. Те са малки, с размери 1-1,5 мм. Засягат всички пчели – майка, търтеи и работнички.
При установяване на вароатоза трябва незабавно да се потърси помощ от ветеринарен лекар. Антибиотиците не оказват никакво въздействие върху Varroa jacobsoni.
Вароатозата е икономически най-тежкото заболяване, причиняващо щети както на ларвите (пилото), така и на пчелите. Появила се по медоносната пчела през 1960 г. в Япония и Южен Китай, за кратък период обхвана пчелите в целия свят.
След 1980 г. започва „мистериозното“, за сега необяснимо явление на изчезване на пчелите, първоначално в Китай, след това – в САЩ, а днес почти повсеместно.
Обвиняват се много фактори: всеобщото замърсяване на природата; използването на всевъзможни химични производни в растениевъдството за повишаване на добивите, мощни пестициди за борба с болестите по растенията и др.; преексплоатирането на пчелите; големите площи от монокултури (слънчогледи, рапица, овощни насаждения и др), лишавайки пчелите от разнообразната растителност с оглед разнообразен и по-качествен прашец; изкуствено спъваният естествен нагон за размножаване на пчелните семейства (роенето); „индустриалното“ производство на пчелни майки; честата и некомпетентна намеса в живота на пчелите и др. На последно място по ред, а може би на първо по значение, е вароатозата и последвалите я многобройни химични производни за борба, са в основата на всичко. Аргументите са, че за много кратък период от появата на вароатозата, започнаха поголовно да изчезват пчелите в различните райони на планетата.
Идеите за борба с вароатозата с помощта на търтеева пита и отнемане на пило са развити непосредствено след разпространението на това заболяване в Средна Европа. В хода на времето са открити различни методи за противодействие на акара Вароа. Колко ефективен е всеки един от тях и доколко са съвместими те с пчеларската технология, описва д-р Волфганг Ритер в докладите му на Apimondia от 1980-2015 г.